# Pseudoryx nghetinhensis
Il saola (Pseudoryx nghetinhensis), chiamato anche unicorno asiatico o, più raramente, bue di Vu Quang, è uno dei mammiferi più rari al mondo, un bovino originario delle foreste della catena montuosa dell'Annam, in Vietnam e Laos. L'animale è stato descritto per la prima volta solo nel 1993, in seguito alla scoperta dei suoi resti nel Parco nazionale di Vũ Quang, grazie a un'indagine congiunta del Ministero delle Foreste vietnamita e del World Wide Fund for Nature (WWF). Da allora sono stati effettuati diversi tentativi di mantenere i saola in cattività, ma questi si sono rivelati di breve durata, poiché molti esemplari morivano nel giro di settimane o mesi.
La specie è stata segnalata per la prima volta nel 1992 da Do Tuoc, un ecologo forestale, e dai suoi collaboratori. La prima fotografia di un saola vivente è stata scattata in cattività nel 1993, mentre la più recente è stata realizzata nel 2013 grazie a una fototrappola attivata dal movimento nella foresta del Vietnam centrale. Si tratta dell'unica specie del genere Pseudoryx.

## Tassonomia

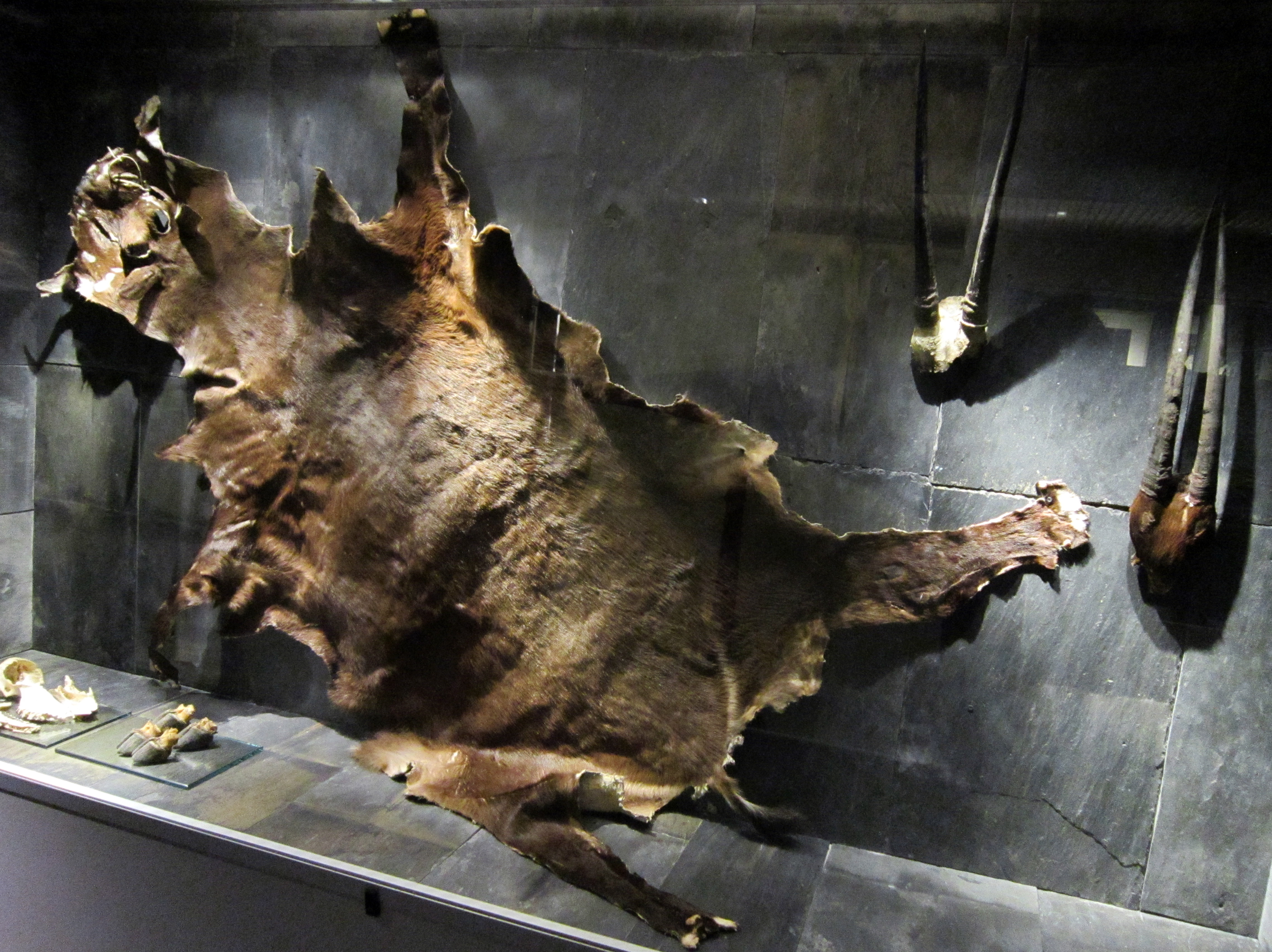
Alcuni dei primi resti di saola conosciuti, al Museo zoologico di Copenaghen

Nel maggio del 1992, il Ministero delle Foreste del Vietnam inviò una squadra di ricerca per studiare la biodiversità del Parco nazionale di Vu Quang, di recente istituzione. La squadra era composta da Do Tuoc, Le Van Cham e Vu Van Dung (del Forest Inventory and Planning Institute), Nguyen Van Sang (dell'Institute of Ecological and Biological Resources), Nguyen Thai Tu (della Vinh University) e John MacKinnon (del World Wildlife Fund). Il 21 maggio la squadra ottenne da un cacciatore locale un cranio con un paio di strane, lunghe corna appuntite. Il giorno seguente, trovarono un altro paio di corna simili nella catena montuosa Annamita, nella regione nord-orientale della riserva. La squadra attribuì queste caratteristiche a una nuova specie di bovide, chiamandola "saola" o "bue di Vu Quang" per evitare confusione con il serow simpatrico. Il WWF annunciò ufficialmente la scoperta della nuova specie il 17 luglio 1992.
Secondo lo specialista della biodiversità Tony Whitten, sebbene il Vietnam vanti una grande varietà di flora e fauna, molte delle quali descritte solo recentemente, la scoperta di un animale grande come il saola fu del tutto inaspettata. Il saola è stato il primo grande mammifero scoperto nella regione in 50 anni. Gli avvistamenti di saola vivi sono stati rari e sporadici, limitati alla catena montuosa dell'Annam.
Il nome scientifico del saola è Pseudoryx nghetinhensis. È l'unico membro del genere Pseudoryx ed è classificato nella famiglia Bovidae. La specie fu descritta per la prima volta nel 1993 da Vu Van Dung, Do Tuoc, i biologi Pham Mong Giao e Nguyen Ngoc Chinh, Peter Arctander (dell'Università di Copenaghen) e John MacKinnon. La scoperta dei resti di saola nel 1992 generò un enorme interesse scientifico per via delle caratteristiche fisiche inusuali dell'animale. Il saola differisce significativamente da tutti gli altri generi di bovidi per aspetto e morfologia, tanto da essere collocato in un genere a sé stante.
Un recente studio sul sequenziamento del DNA mitocondriale ribosomiale di un ampio campione di taxa ha suddiviso la famiglia dei bovidi in due principali cladi subfamiliari. Il primo clade è la sottofamiglia Bovinae, composta da tre tribù: Bovini (bovini e bufali, incluso il saola), Tragelaphini (bovidi africani con corna a spirale) e Boselaphini (il nilgai e l'antilope quadricorne). Il secondo clade è la sottofamiglia Antilopinae, che include tutti gli altri bovidi. Antilopinae è composta da tre tribù: Caprini (capre, pecore e buoi muschiati), Hippotragini (antilopi simili a cavalli) e Antilopini (gazzelle).
Poiché i tratti fisici del saola sono così complessi da classificare, Pseudoryx è stato inizialmente collocato in vari modi: come membro della sottofamiglia Caprinae o di una delle tre tribù della sottofamiglia Bovinae (Boselaphini, Bovini e Tragelaphini). Tuttavia, l'analisi del DNA ha portato gli scienziati a classificare il saola come membro della tribù Bovini. La morfologia delle sue corna, dei denti e di altre caratteristiche suggerisce che dovrebbe essere raggruppato con bovidi meno derivati o più ancestrali. Attualmente, il consenso scientifico potrebbe portare a classificare il saola come unico membro di una nuova tribù proposta, i Pseudorygini.

### Etimologia
Il nome "saola" è stato tradotto come "dalle corna a fuso", derivato da una lingua Tai del Vietnam. Il significato è lo stesso nella lingua Lao (ເສົາຫລາ, scritto anche ເສົາຫຼາ/sǎo-lǎː/ in Lao). Il nome della specie, nghetinhensis, fa riferimento alle due province vietnamite di Nghệ An e Hà Tĩnh, mentre il nome del genere Pseudoryx significa "simile a Oryx", in riferimento alla somiglianza dell'animale con l'orice arabo.
Il popolo Hmong del Laos si riferisce all'animale come saht-supahp, un termine derivato dal laotiano (ສັດສຸພາບ /sàt supʰáːp/) che significa "l'animale educato", poiché si dice che si muova silenziosamente nella foresta. Altri nomi utilizzati dai gruppi minoritari dell'areale del saola includono lagiang (Van Kieu), a ngao (Ta Oi) e xoong xor (Katu).
Nella stampa, i saola sono stati definiti "unicorni asiatici", un appellativo apparentemente dovuto alla loro rarità e alla natura gentile dell'animale, oltre che alla somiglianza tra il saola e l'orice, spesso associati al mito dell'unicorno. Tuttavia, non esiste alcun collegamento noto con il mito dell'unicorno occidentale o con l'"unicorno cinese", il qilin.

## Descrizione

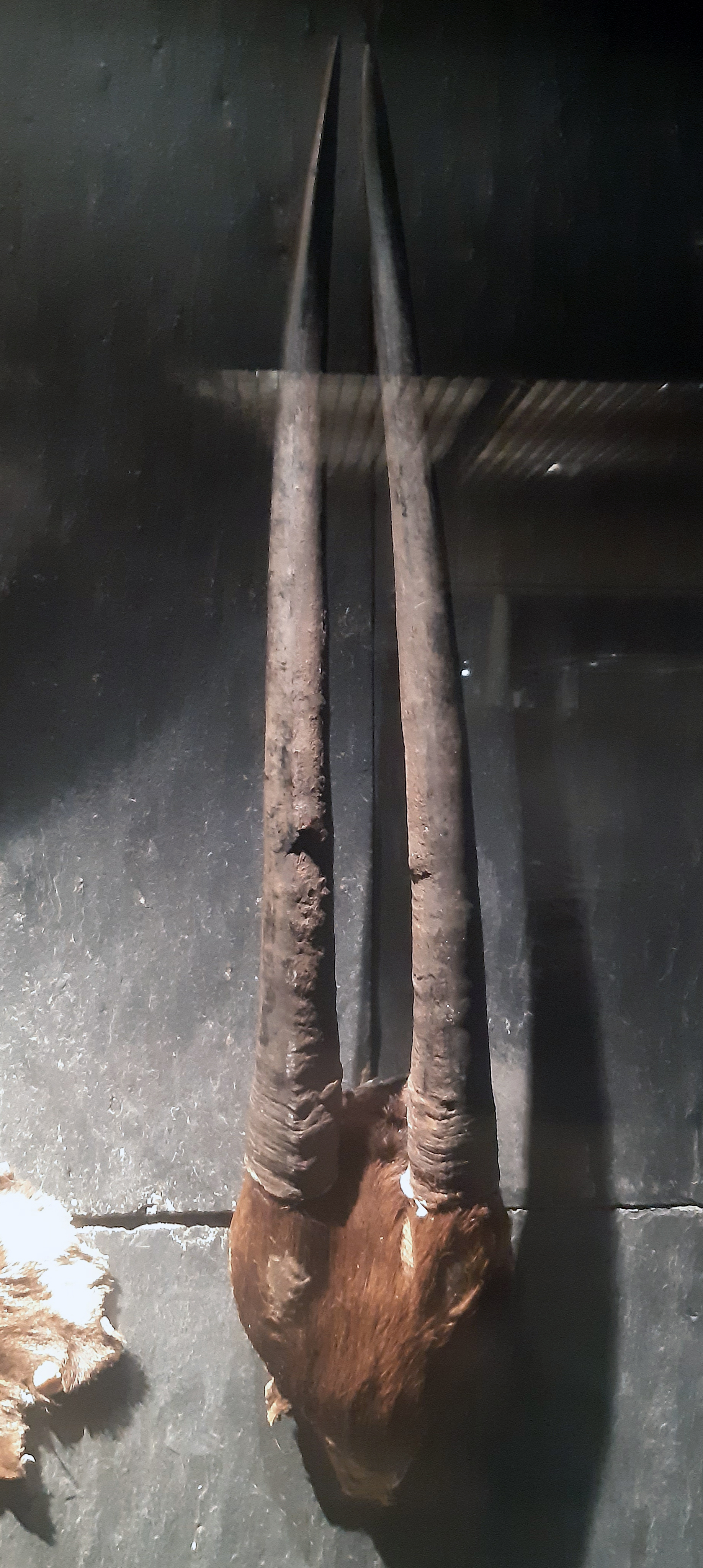
Corna al Museo zoologico dell'Università di Copenaghen

In una pubblicazione del 1998, William G. Robichaud, coordinatore del Saola Working Group, registrò le misure fisiche di una femmina di saola in cattività, soprannominata "Martha", in un serraglio laotiano. L'esemplare fu osservato per circa 15 giorni, fino alla sua morte per cause sconosciute. Robichaud notò che l'altezza dell'animale era di 84 centimetri al garrese, mentre la schiena era leggermente arcuata, risultando quasi 12 centimetri più alta rispetto al garrese. La lunghezza complessiva dell'animale era di 150 centimetri.
Le caratteristiche generali del saola, come rilevato negli studi condotti tra il 1993 e il 1995 e nello studio del 1998, includono un mantello marrone cioccolato con macchie bianche sul viso, sulla gola e sui lati del collo; una tonalità di marrone più chiara sul collo e sul ventre; una striscia dorsale nera e un paio di corna quasi parallele presenti in entrambi i sessi.
Robichaud osservò che il pelo, lungo 1,5-2,5 centimetri, era morbido e sottile, una caratteristica insolita per un animale associato a habitat montani. Il pelo risultava più corto sulla testa e sul collo, mentre si ispessiva fino a diventare lanoso sulla parte interna delle zampe anteriori e sul ventre. Studi precedenti al 1998 riportavano anche un accenno di rosso nelle pelli ispezionate. Una caratteristica comune rilevata in tutti gli studi è una striscia nera, spessa circa 0,5 centimetri, che si estende dalle spalle alla coda lungo il dorso. La coda misurava 23 centimetri nell'esemplare osservato da Robichaud ed era suddivisa in tre bande orizzontali: marrone alla base, bianca al centro e nera sulla punta.
La pelle del saola è spessa 1-2 millimetri nella maggior parte del corpo, ma raggiunge i 5 millimetri vicino alla nuca e nella parte superiore delle spalle, probabilmente per proteggere l'animale dai predatori o dalle corna di altri esemplari durante i combattimenti. Il peso dei saola è stimato tra gli 80 e i 100 chilogrammi.

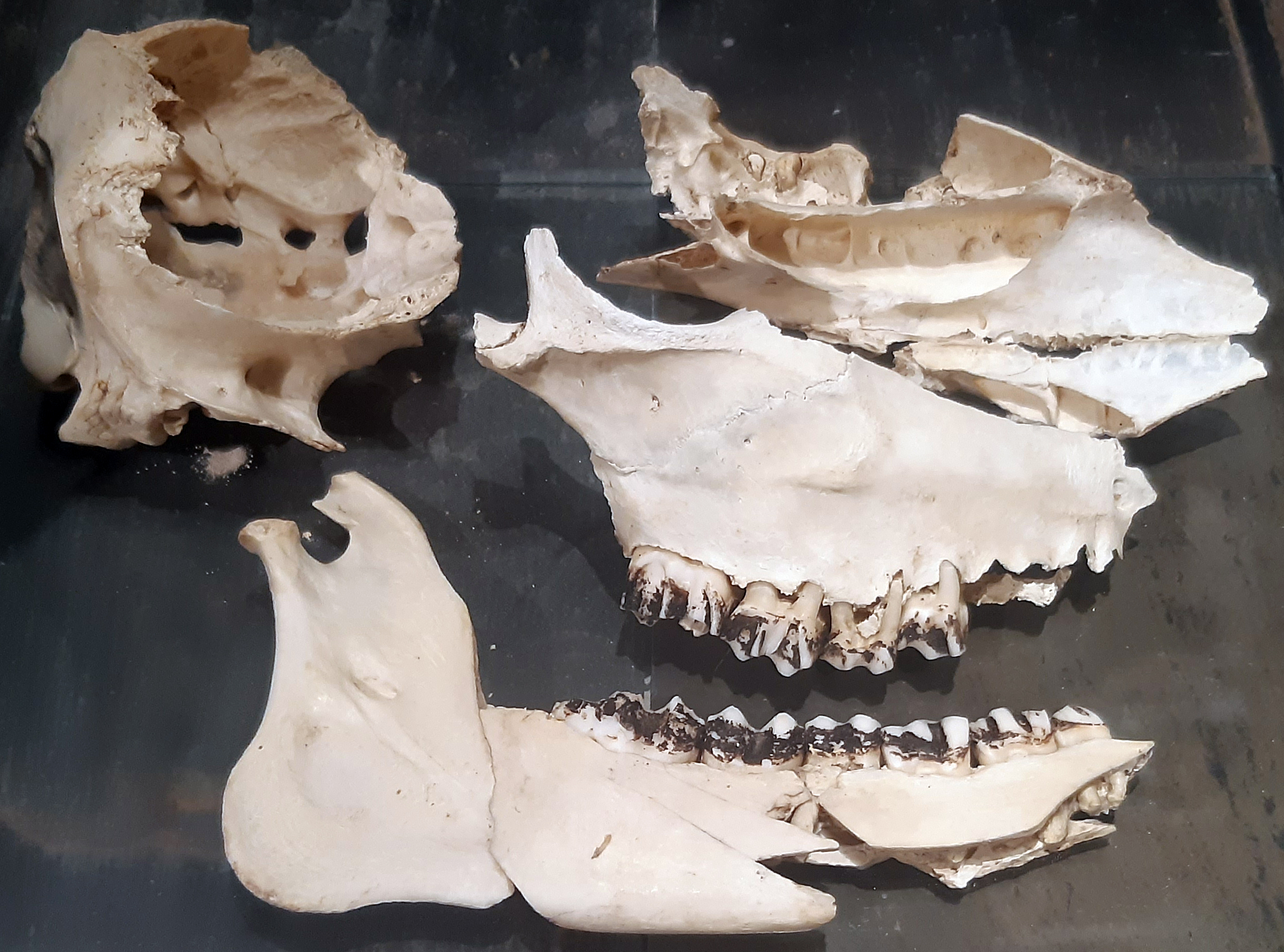
Frammenti del cranio, al Museo zoologico dell'Università di Copenaghen

Il saola possiede pupille rotonde con iridi marrone scuro, che appaiono arancioni sotto una luce diretta. Sull'estremità del mento sporge un gruppo di baffi bianchi, lunghi circa 2 centimetri, che si presume abbiano una funzione tattile. L'esemplare osservato da Robichaud era in grado di estendere la lingua fino a 16 centimetri e di raggiungere gli occhi e le parti superiori del viso. La superficie superiore della lingua era ricoperta da sottili barbigli rivolti all'indietro.
Robichaud notò che una delle due ghiandole mascellari presentava una cavità quasi rettangolare (9×3,5×1,5 centimetri), coperta da un lembo spesso 0,8 centimetri. Le ghiandole mascellari del saola sono probabilmente le più grandi tra quelle di tutti gli altri animali conosciuti e sono ricoperte da una secrezione densa, pungente e grigio-verde, che si deposita sotto una guaina di peli piatti. Diverse macchie bianche sul viso ospitavano piccoli noduli da cui si originavano peli bianchi o neri lunghi 2-2,5 centimetri. Le secrezioni delle ghiandole vengono strofinate sulla vegetazione, lasciando una pasta muschiata e pungente.
Le impronte delle zampe anteriori misuravano 5-6 centimetri in lunghezza e 5,3-6,4 centimetri in larghezza, mentre quelle posteriori erano leggermente più grandi, con lunghezze di 6 centimetri e larghezze di 5,7-6 centimetri.
Entrambi i sessi possiedono corna leggermente divergenti, simili nell'aspetto e nell'angolo con il cranio, ma diverse per lunghezza. Le corna, marrone scuro o nere, misurano in genere tra i 35 e i 50 centimetri, il doppio della lunghezza della testa. Studi del 1993 e del 1995 indicavano una distanza massima tra le punte di 20 centimetri negli esemplari selvatici, ma Robichaud rilevò una divergenza di 25 centimetri nella femmina osservata, con una distanza di 7,5 centimetri alla base. Mentre gli studi precedenti ritenevano che le corna fossero uniformemente circolari in sezione trasversale, Robichaud osservò una sezione quasi ovale, con i lati della base ruvidi e dentellati.

## Distribuzione e habitat
Il saola possiede uno degli areali più limitati tra i grandi mammiferi. Vive in foreste umide, sia sempreverdi che decidue, nel Sud-est asiatico, prediligendo le valli fluviali. Gli avvistamenti sono stati registrati in ripide valli fluviali a un'altitudine compresa tra 300 e 1.800 metri sul livello del mare. In Vietnam e Laos, l'areale della specie copre circa 5.000 km² e include quattro riserve naturali. Durante l'inverno, il saola migra verso le pianure. Nella catena Annamita settentrionale, è stato avvistato principalmente in prossimità di corsi d'acqua ad altitudini comprese tra 592 e 1.112 metri.

## Biologia

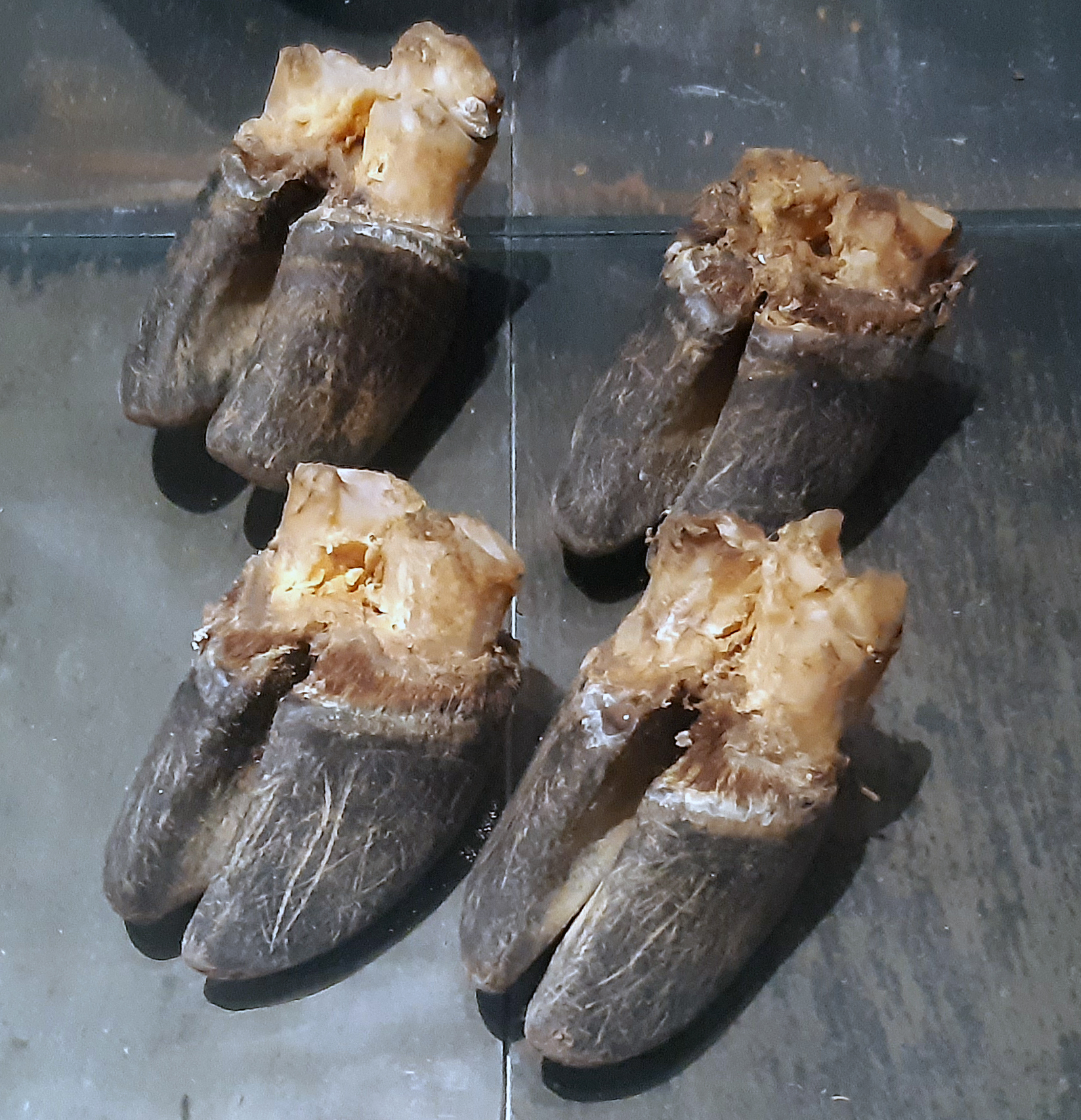
Zoccoli al Museo zoologico dell'Università di Copenaghen

La popolazione locale riferisce che il saola è attivo sia durante il giorno che durante la notte, ma preferisce riposare nelle ore più calde del mezzogiorno. Robichaud osservò che la femmina in cattività era attiva principalmente di giorno, ma sottolineò che questo comportamento poteva essere influenzato dall'ambiente non familiare in cui si trovava l'animale. Durante il riposo, l'animale ritraeva le zampe anteriori sotto il ventre, estendeva il collo fin a far toccare il mento al terreno e chiudeva gli occhi.
Nonostante sembri un animale solitario, le popolazioni locali affermano che il saola viva in piccoli gruppi composti da due o tre individui, fino a un massimo di sei o sette. I comportamenti sociali del saola ricordano quelli del tragelafo meridionale, dell'anoa e del sitatunga.
Robichaud osservò che la femmina in cattività mostrava un comportamento calmo in presenza di persone, ma aveva una marcata paura dei cani. Quando un cane si avvicinava, l'animale cominciava a sbuffare, abbassava la testa puntando le corna verso l'aggressore, teneva le orecchie piegate all'indietro e inarcava la schiena, assumendo una posizione difensiva. In questa situazione, ignorava quasi completamente ciò che accadeva intorno a lei.
Robichaud notò anche che la femmina urinava e defecava separatamente, abbassando le zampe posteriori e la parte inferiore del corpo, un comportamento comune tra i bovidi. L'esemplare trascorreva molto tempo a pulirsi utilizzando la sua lunga lingua. Il comportamento di marcatura territoriale includeva l'apertura del lembo della ghiandola mascellare per rilasciare una secrezione pungente su rocce e vegetazione. Occasionalmente, emetteva brevi belati.

### Dieta
Robichaud offrì all'esemplare in cattività piante di Asplenium, Homalomena e diverse specie di arbusti o alberi a foglia larga appartenenti alla famiglia Sterculiaceae. L'esemplare si nutrì di tutte le piante offertegli, mostrando una chiara preferenza per le specie della famiglia Sterculiaceae. Non strappava le foglie dai rami, ma preferiva masticarle o tirarle verso la bocca utilizzando la sua lunga lingua. L'animale si alimentava principalmente durante il giorno, nutrendosi raramente al buio.
Si ritiene che il saola si cibi anche di Schismatoglottis, una pianta non consumata da altri erbivori presenti nel suo areale.

### Riproduzione
Sono disponibili pochissime informazioni sul ciclo riproduttivo del saola. Si ritiene che la specie abbia una stagione riproduttiva definita, che va da fine agosto a metà novembre. Sono state documentate solo nascite di singoli vitelli, principalmente durante l'estate, tra metà aprile e fine giugno. In assenza di dati più specifici, il periodo di gestazione è stato stimato intorno a 33 settimane, simile a quello delle varie specie di Tragelaphus.
In tre occasioni documentate da abitanti dei villaggi locali, tre femmine accompagnate dai loro cuccioli furono uccise da cacciatori. Nei cuccioli uccisi, le corna misuravano rispettivamente 9,5 centimetri, 15 centimetri e 18,8 centimetri. Queste diverse lunghezze delle corna suggeriscono che la stagione delle nascite si estenda per almeno due o tre mesi.

## Conservazione
Il saola è attualmente classificato come specie in Pericolo Critico nella Lista Rossa dell'IUCN. I suoi requisiti specifici per l'habitat e la sua avversione alla vicinanza umana lo rendono particolarmente vulnerabile alla perdita e alla frammentazione dell'habitat. La specie subisce anche le conseguenze della caccia locale e del commercio illegale di pellicce, parti del corpo per la medicina tradizionale e carne, destinata a ristoranti e mercati alimentari. Inoltre, i saola vengono catturati accidentalmente in trappole posizionate per catturare animali come cinghiali, sambar e muntjac, che razziano i raccolti. Finora, gruppi di conservazione hanno rimosso oltre 26.651 trappole dagli habitat del saola.
L'area occupata dal saola è caratterizzata dalla sua lontananza dalla presenza umana. I saola vengono cacciati per la carne, ma la loro uccisione conferisce ai cacciatori prestigio all'interno dei villaggi, vista la rarità della preda. A causa di questa rarità, il saola è considerato molto più prezioso rispetto ad altre specie più comuni. Poiché le comunità locali praticano tradizionalmente la caccia, cambiare il loro atteggiamento verso l'uccisione del saola è una sfida significativa per la conservazione. Inoltre, l'interesse della comunità scientifica ha paradossalmente incentivato i cacciatori a catturare esemplari vivi. Tuttavia, nell'area della riserva naturale di Bu Huong è stato interrotto l'abbattimento commerciale e il disboscamento è ufficialmente vietato entro i confini della riserva.
La conservazione del saola è complicata dalla scarsità di dati disponibili. L'implementazione di misure di conservazione è spesso ritardata dalla mancanza di informazioni adeguate, e poiché la specie è estremamente rara, raccogliere dati sufficienti rimane una delle sfide principali. Finora, nessun ricercatore qualificato ha mai osservato un saola in natura. Sfortunatamente, dato che è improbabile che esistano popolazioni intatte, le indagini sul campo non sono attualmente una priorità per la conservazione.
Nel 2006 è stato creato il Saola Working Group dall'Asian Wild Cattle Specialist Group della IUCN Species Survival Commission per proteggere i saola e il loro habitat. La coalizione comprende circa 40 esperti, tra cui membri dei dipartimenti forestali del Laos e del Vietnam, l'Istituto di Ecologia e Risorse Biologiche del Vietnam, la Vinh University, biologi e ambientalisti della Wildlife Conservation Society e del World Wide Fund for Nature.
Un gruppo di scienziati dell'Accademia vietnamita di Scienza e Tecnologia, presso l'Istituto di Biotecnologia di Hanoi, ha studiato la possibilità di utilizzare la clonazione come ultima risorsa per salvare la specie. Tuttavia, la tecnica è estremamente complessa, anche per specie ben conosciute, e la mancanza di donatrici di ovociti enucleati e di femmine recettive di saola, oltre alle barriere interspecifiche, riduce significativamente le possibilità di successo.
Ricercatori si sono insediati nei villaggi intorno alla Phou Sithon Endangered Species Conservation Area (PST), dove i saola sono stati avvistati. Basandosi su interviste con gli abitanti, hanno confermato che i bracconieri continuano a entrare nelle aree protette, cacciando illegalmente gli ultimi esemplari di saola. Il gruppo ha sottolineato la necessità di una regolamentazione più rigorosa per proteggere la fauna selvatica e garantire la sostenibilità della conservazione.

## Nella cultura
La mascotte dei Giochi del Sud-Est asiatico del 2021 fu Sao La. Questa mascotte, ideata da Ngô Xuân Khôi, fu selezionata come vincitrice tra 557 proposte presentate durante il concorso del 2019.